# René Fournier
Pour les articles homonymes, voir René Fournier (cyclisme) et Fournier.
René Fournier, né le 14 avril 1921 à Tours, est une personnalité française de l'aviation, créateur des « avions-planeurs » ou motoplaneurs qui portent son nom.

## Un artiste crée un avion
René Fournier était déjà un artiste reconnu au début des années 1950. Pilote amateur, breveté mécanicien avion de l’École de Rochefort, c’était un poète, un violoniste et surtout un céramiste. À ce titre il avait été chargé de réaliser un Trophée pour récompenser la meilleure réalisation amateur du meeting du réseau du sport de l'air (RSA) de Montargis en août 1951. Or, à cette époque, l’aviation sportive française était au plus bas, les seules aides publiques concernant la formation élémentaire de pilotes devant ensuite logiquement rejoindre l’armée. Fournier, après avoir appris auprès de Barret de Nazaris, à Cahors, la technique de la construction amateur en bois et toile, décidait alors de concevoir et de réaliser un "avion-planeur", guidé autant par son intuition que par le calcul.

## Les avions-planeurs
- RF-01

Ce prototype d’une grande élégance était performant grâce à une aérodynamique très étudiée (aile à grand allongement et train rentrant), et en même temps économique grâce à son moteur de faible puissance. La construction débuta dans l’atelier d’un ami charron, et s’acheva dans une blanchisserie abandonnée mise à sa disposition par le propriétaire d’un hôtel de la Côte d’Azur où René Fournier s’était installé fin 1957. Le RF-01 effectua son premier vol sur l’aéroport de Cannes le 30 mai 1960, piloté par Charles Fauvel. Avec un moteur de 27 ch seulement le RF-01 était un excellent appareil, et dans les mains de Bernard Chauvreau, un ami de René Fournier, il attira rapidement l’attention. Malheureusement Chauvreau perdit le contrôle de l'appareil en virage à basse altitude durant une présentation sur le terrain de Dijon-Val Suzon, ce qui entraina la perte du prototype.
- RF-2

Entre-temps l’État français s’était intéressé à cet élégant appareil, aussi bon avion que planeur, et un prototype d’une version plus puissante (39 ch) fut commandé sur marché d’État. Fournier n’étant pas un avionneur, un accord fut trouvé avec la Société des Avions Pierre Robin, à Dijon. Seulement Pierre Robin devait aussi produire des triplaces Jodel DR-100 destinés à la modernisation des aéro-clubs français. Seulement deux RF-2 furent fabriqués chez Robin.
- RF-3

C’est alors que René Fournier fit la connaissance d’un jeune aristocrate belge, Antoine d’Assche, passionné de mécanique et prêt à investir dans la construction d’avions. D’Assche avait créé en bordure de l’aérodrome de Gap-Tallard une petite entreprise, Alpavia, d’où sortirent une douzaine de Jodel D-117. Les deux hommes arrivèrent vite à se comprendre. René Fournier abandonna la céramique pour se consacrer à la conception d’avions légers, et Bernard Chauvreau fut engagé par Alpavia comme chef pilote. Le RF-3 était sensiblement identique au RF-2 sorti des ateliers Robin, mais la structure subissait des modifications pour faciliter la construction en série. Avec cet appareil débutèrent les relations chaotiques entre René Fournier et les services officiels français : la certification du monoplace fut retardée car les règlements imposaient un double allumage. Or le moteur Volkswagen utilisé ne disposait que d’un simple allumage. Alpavia ferma ses portes en mai 1966, après avoir produit 88 RF-3.
- RF-4

Le RF-4, apparu en 1965, est une évolution du RF-3 à la structure renforcée pour effectuer des figures de voltige avec une marge de sécurité plus importante. Alpavia construisit trois prototypes, puis la société allemande Sportavia acheta la licence de construction et produisit 155 RF-4.
- RF-5

Après la fermeture d’Alpavia, René Fournier se remit au travail à Nitray, près de Tours, réalisant le RF-5, son premier biplace, entre deux concerts de violon. Le RF-5 fut également produit en Allemagne et connut un vrai succès avec un peu plus de 200 exemplaires construits. Le cours du mark s’envolant à la fin des années 1960, les RF-4 et RF-5 devinrent des objets de luxe hors de l'Allemagne, à l’opposé du souhait de leur créateur.

## Des avions
- RF-6

Les ventes diminuant, donc ses revenus, René Fournier décida de se transformer en « véritable industriel produisant de vrais avions ». La société "Avions Fournier" fut créé en 1974 pour produire le biplace RF-6B, lancé à une époque où Robin, Reims-Cessna, Socata et Wassmer luttaient pour leur survie. La production démarra en 1976, et 45 avions furent construits jusqu'à ce qu'Avions Fournier ferme ses portes en décembre 1977. Les droits du RF-6 furent achetés par Slingsby Aviation qui en développa le T67 Firefly, puis le T3A, utilisés pour la formation initiale de pilotes militaires, en particulier pour la RAF et l'USAF.
- RF-7

Il s'agit d'un RF-4 modifié pour obtenir un avion plus apte à la voltige aérienne : les ailes sont plus courtes, 9,40 m d'envergure au lieu de 11,26 m. Premier vol en 1970, avec un moteur Volkswagen par Limbach (58 ch). Ce moteur ne sera pas certifié.

## Derniers motoplaneurs
- RF-8 et RF-9

Avec les RF-8 et RF-9 René Fournier revenait au motoplaneur. Métallique, le premier était destiné à un marché militaire qui ne se concrétisa pas. Le second reprenait les recettes classiques Fournier, mais d’une construction trop complexe, il était impossible d’en envisager la construction à un coût raisonnable et 12 exemplaires seulement furent produits.
- RF-10

Le RF-10 était une évolution en matériaux composites du RF-9. Le premier exemplaire a été détruit en vol, car il avait un problème pour sortir de vrille lorsqu'il était excessivement centré arrière. Pour les essais, le second exemplaire  avait été équipé d'une fusée sous le fuselage, au niveau de la gouverne de profondeur pour lui permettre de sortir de vrille. Ayant le même problème, a eu une masse ajoutée au niveau de la cloison pare-feu pour le corriger. Le troisième exemplaire n'a jamais été terminé. La DGAC ayant considéré qu'il était trop dangereux, alors que le second exemplaire vole toujours, a imposé à René Fournier l'empennage en T, ce qui à considérablement diminué l'agrément et la qualité de vol.
Il devait être construit par Aerostructure. Mais il sortit simultanément au Groß G 109, alors que plusieurs autres motoplaneurs étaient en cours de développement en Allemagne. 13 exemplaires seulement sortirent de l’usine de Marmande. Les droits et l’outillage furent ensuite vendus au groupe brésilien Aeromot et le RF-10, modifié, est devenu l'AMT-100 Ximango.

## Un dernier avion
- RF-47

On aurait pu penser que René Fournier renoncerait. La FNA ayant établi que 1600 avions d’école volant en France devraient être remplacés avant la fin des années 1990, une nouvelle relation de Fournier, André Daout, entendait bien être présent sur ce marché. Daout, qui venait de rentrer à Tours après avoir vendu une entreprise de travail aérien en Afrique, créa Arc Atlantic Aviation, engagea René Fournier comme consultant et la conception du RF-47 débuta. Le prototype prit l’air en 1995 et une petite série a été construite par Euravial, qui a été mise en faillite en 1999.

## Productions RF
- RF-01
- RF-2
- RF-3
- RF-4
- RF-5
- RF-6B
- RF-7
- RF-8
- RF-9
- RF-10
- RF-47